# Stara łuska
Stara łuska (tyt. oryg. Gëzhoja e vjetër) – albański film fabularny z roku 1980 w reżyserii Saimira Kumbaro.

## Opis fabuły
Servet jest kolegą Pandiego. Pandi zostaje zwerbowany przez agentów obcego wywiadu, aby zdobyć informacje o jednostce wojskowej, w której pracuje Servet. Aby osiągnąć cel Pandi grozi Servetowi ujawnieniem kompromitującego go zdarzenia. Servet odmawia i ginie z ręki kolegi.
Film realizowano w Tiranie.

## Obsada
- Guljelm Radoja jako Servet
- Viktor Zhysti jako Pandi
- Behije Çela jako sportsmenka
- Vangjush Furxhi jako Thanas
- Adem Gjyzeli jako Xhelal Bregu
- Gjergj Mele jako policjant Fatmir
- Sotiraq Bratko jako Kujtim
- Violeta Dede jako Miranda
- Mirush Kabashi jako Bakja
- Ilia Shyti jako ojciec Serveta
- Jetmira Dusha jako Deshira
- Tonin Ujka jako Zenel
- Ali Bega jako Josif
- Paskualina Gruda jako Arta
- Rrok Dajçi jako dyrektor
- Binok Hatibi jako sekretarz partii
- Manushaqe Qenani jako bibliotekarka
- Ramadan Tafili jako Lefta
- Jani Xibinaku